# Franciscaines missionnaires de Marie
Ne doit pas être confondu avec Franciscaines missionnaires de Marie Auxiliatrice.
Pour les articles homonymes, voir FMM.

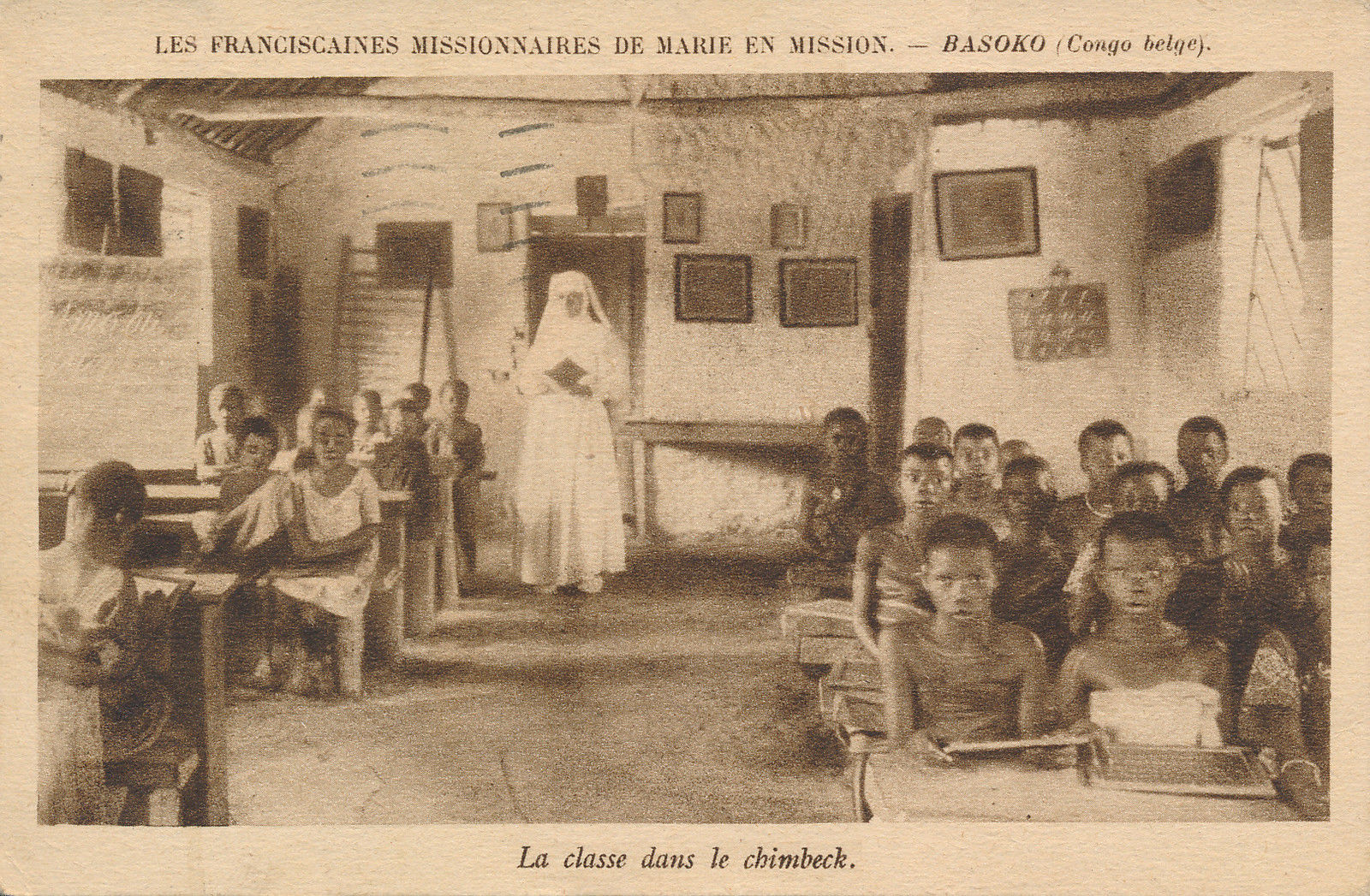
Enseignement par les Franciscaines missionnaires de Marie en Congo belge, v. 1930.

Les Franciscaines missionnaires de Marie sont une congrégation religieuse féminine missionnaire et adoratrice de droit pontifical.

## Historique
En 1864, Hélène de Chappotin de Neuville (1839-1904) entre chez les Sœurs de Marie-Réparatrice sous le nom de Sœur Marie de la Passion et part comme missionnaire pour l'Inde. À la suite d'un conflit lié aux besoins missionnaires de la région, elle obtient l'autorisation du pape Pie IX (1846-1878) de créer un nouvel institut spécifiquement destiné aux missions. La congrégation des Franciscaines missionnaires de Marie est fondée le 6 janvier 1877 à Ootacamund, dans le vicariat apostolique de Coimbatore, et spécialement dédiée au service des pauvres en terres de mission. La nouvelle famille religieuse est reconnue de droit diocésain le 24 avril 1877, par Mgr Bardou, vicaire apostolique de Coimbatore.
L'institut est agrégé à l'ordre des Frères mineurs le 4 octobre 1882, il reçoit le décret de louange le 12 août 1885 et l'approbation définitive du Saint-Siège le 17 juillet 1890, ses constitutions sont reconnues le 11 mai 1896.
En 1904, année de la mort de la fondatrice, l'institut compte 2 069 religieuses dans quatre-vingt-six maisons, fondées dans vingt-quatre pays. Sept franciscaines missionnaires de Marie martyres à Taiyuan pendant la révolte des Boxers sont béatifiées par Pie XII en 1946 et canonisée en 2000 par Jean-Paul II. Une autre religieuse missionnaire en Chine, Maria Assunta Pallotta est béatifiée par Pie XII en 1954.

## Activités et diffusion
Les Franciscaines missionnaires de Marie se vouent principalement aux missions et à l'Adoration eucharistique.
Elles sont présentes en : 
- Europe du Nord : îles Féroé, Irlande, Islande, Royaume-Uni.
- Europe de l'Ouest : Allemagne, Autriche, Belgique, France, Pays-Bas, Suisse.
- Europe de l'Est : Hongrie, Pologne, Russie, Ukraine.
- Europe du Sud : Espagne, Italie, Malte, Portugal, Slovénie.
- Amérique du Nord : Canada, États-Unis, Mexique.
- Amérique centrale : Nicaragua, Guadeloupe.
- Amérique du Sud : Argentine, Bolivie, Brésil, Chili, Colombie, Guyane, Paraguay, Pérou, Uruguay.
- Afrique du Nord : Maroc, Tunisie
- Afrique centrale : Angola, République démocratique du Congo, République du Congo.
- Afrique de l'Est : Kenya.
- Afrique de l'Ouest : Burkina Faso, Ghana, Niger, Sénégal.
- Afrique australe : Madagascar, Maurice, Mozambique, Afrique du Sud.
- Asie de l'Ouest : Israël, Jordanie, Liban, Syrie.
- Asie de l'Est : Corée du Sud, Hong Kong, Japon, Macao, Taïwan.
- Asie du Sud-Est : Birmanie, Indonésie, Malaisie, Philippines, Singapour, Vietnam.
- Asie du Sud : Inde, Pakistan, Sri Lanka.

La maison généralice est à Rome.
En 2017, la congrégation comptait 5984 religieuses dans 703 maisons.